# اچ‌دی ۲۲۱۷۷۶
اچ‌دی ۲۲۱۷۷۶ یک ستاره است که در صورت فلکی آندرومدا قرار دارد.